# أنتال زابو
أنتال زابو (بالمجرية: 
zabó Antal)‏ (4 سبتمبر 1910 – 21 أبريل 1958) لاعب كرة قدم مجري راحل كان يجيد اللعب في مركز حارس المرمى.
لعب طوال مسيرته الرياضية في أندية إم تي كيه بودابست (1930-1940) فايز مانفريد (1940-؟؟؟؟) لامبيرت، سينتلورينكي، سيبيلي.
مثل منتخب المجر في 42 مباراة (1932-1939). شارك مع منتخب المجر في بطولة كأس العالم 1934 في إيطاليا حيث خرج من الدور الربع النهائي وفي بطولة كأس العالم 1938 في فرنسا حيث احتل المركز الثاني.

## وصلات خارجية
- أنتال زابو على موقع الاتحاد الدولي (مؤرشف)  (الإنجليزية)
- أنتال زابو على موقع قاعدة بيانات كرة القدم.إي يو (الإنجليزية)
- أنتال زابو على موقع ناشيونال فوتبول تيمز (الإنجليزية)
- هذا سيرة ذاتية